# Myfit Libohova

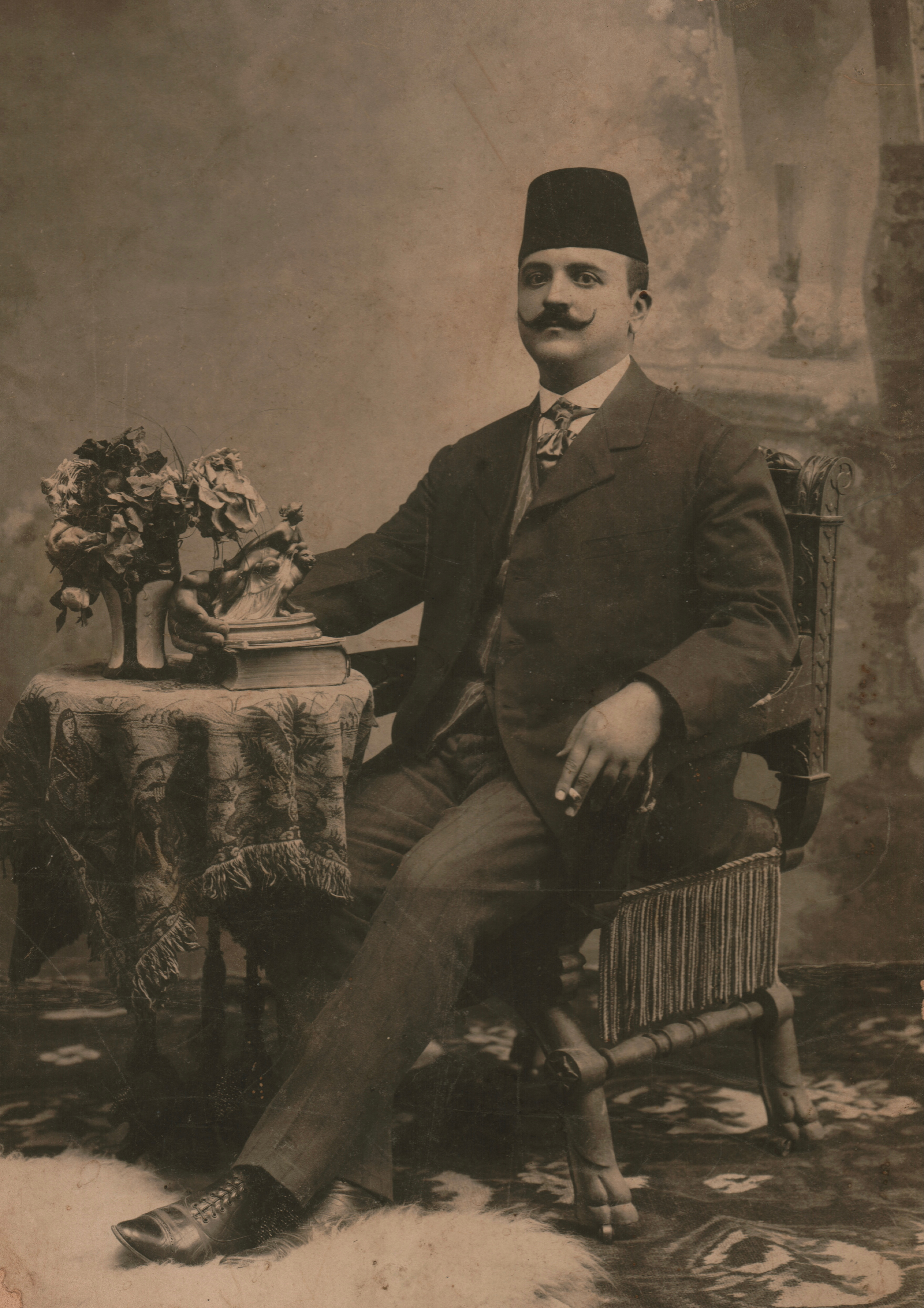
Libhovali Müfid Bey

Myfit bej Libohova (auch Mufid Bey; * 1876 in Libohova; † 7. Februar 1927 in Saranda) war ein albanischer Politiker. 1912 war er an der Ausrufung der albanischen Unabhängigkeit beteiligt. Danach hatte er bis 1925 verschiedene Ministerämter inne.

## Leben
Myfit Bey entstammte der südalbanischen Großgrundbesitzerfamilie Libohova-Arslan Pashali. Sein Vater war Gouverneur in Gjirokastra und 1879 Abgeordneter im ersten osmanischen Parlament.
Nach Studien an den Universitäten von Istanbul und Lausanne trat Libohova im Jahr 1900 in den diplomatischen Dienst des Osmanischen Reiches ein. Er war Gesandter in Griechenland, Belgien und in der Schweiz, ehe er sich nach der jungtürkischen Revolution der Politik zuwandte. Gestützt auf die zahlreiche Klientel seiner Familie wurde er als Abgeordneter für Gjirokastra ins Parlament gewählt. Dort engagierte er sich für die Autonomie Albaniens innerhalb des Osmanischen Reiches.
Nach Ausbruch des Ersten Balkankrieges sprach er sich für die volle Unabhängigkeit seines Heimatlandes aus, wofür ihn die osmanische Justiz in Abwesenheit zum Tode verurteilte. Am 28. November 1912 nahm Myfit Bey in Vlora an der Proklamation der albanischen Unabhängigkeit teil. In der ersten albanischen Regierung unter seinem Cousin Ismail Qemali übernahm Myfit Bey das Amt des Innenministers. Diesen Posten trat er bald an Esat Pasha Toptani ab und wurde stattdessen zum Außenminister berufen. Zur Jahreswende 1913/14 versah er für kurze Zeit das Amt des Ministerpräsidenten. Anfang 1914 wurde Myfit Bey als albanischer Vertreter in die Internationale Kontrollkommission entsandt, die die Staatswerdung Albaniens begleiten sollte. Daneben hatte er verschiedene Ministerämter inne. Wegen Differenzen mit dem als Fürst von Albanien eingesetzten Wilhelm zu Wied trat er im Juli 1914 zurück.
Ab September 1914 war Myfit Bey für kurze Zeit albanischer Geschäftsträger in Rom. Bald darauf gab es keine albanische Regierung mehr und das Land wurde von den kriegführenden Mächten besetzt. Als die Entente die griechische Insel Korfu besetzte, begab sich Libohova dorthin und wartete ab, bis die Italiener die griechische Besatzung in Südalbanien verdrängt hatten, um dann nach Hause zurückzukehren. Das Angebot, die zivile Verwaltung in der italienischen Besatzungszone zu leiten, lehnte er ab.
Myfit Bey Libohova war Ende 1918 in Durrës an der Bildung der ersten albanischen Nachkriegsregierung beteiligt. Diese stand unter dem Protektorat der italienischen Besatzer und hatte nur in Mittel- und Teilen Südalbaniens einen gewissen Einfluss. Von April bis August 1919 war Myfit Bey in Paris, um auf der Friedenskonferenz die albanischen Interessen zu vertreten. Als der Kongress von Lushnja im Januar 1920 eine neue Regierung wählte, zog sich Myfit Bey für einige Zeit aus der Politik zurück. 1921 wurde ein Anschlag auf ihn versucht, dem er aber unverletzt entging. 1923 ließ Libohova sich für Gjirokastra ins Parlament wählen. Er schloss sich der Fraktion der Progressiven an, die die Interessen der Großgrundbesitzer vertrat. Im März 1924 wurde er Finanzminister. Noch vor der demokratischen Revolution, die die alten Eliten für kurze Zeit von der Macht verdrängte, war Myfit Bey wieder aus der Regierung ausgeschieden.

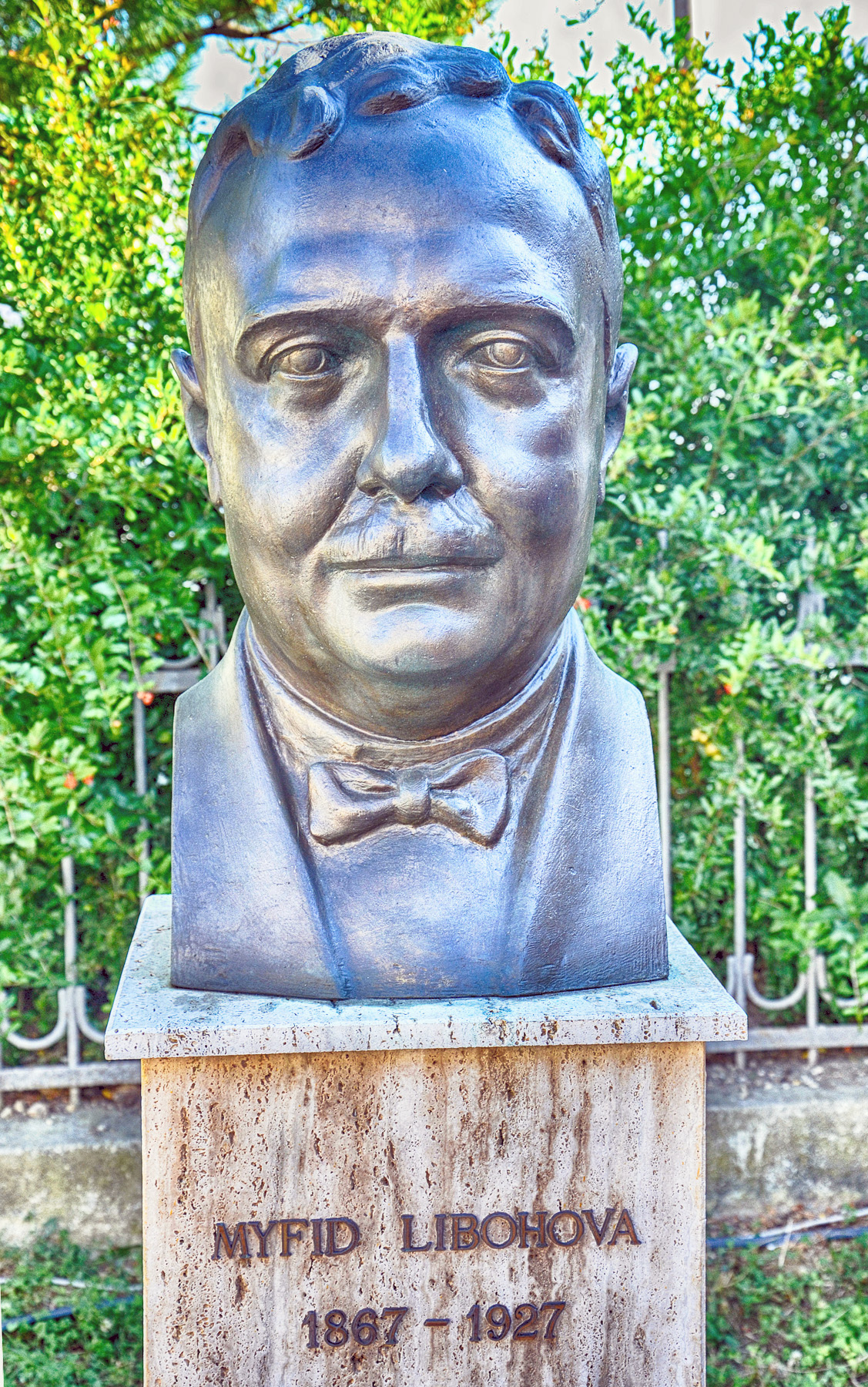
Büste des Müfid Bey in Vlora

Libohova war ein entschiedener Gegner der Reformen, die Fan Noli als Ministerpräsident in der zweiten Jahreshälfte 1924 durchzuführen begann. Er ging ins griechische Exil nach Ioannina. Dort stellte er eine Truppe auf, an deren Spitze er im Dezember 1924 nach Südalbanien marschierte, um den Putsch Ahmet Zogus zu unterstützen. In dessen Regierung wurde er Finanzminister. In dieser Funktion vergab Libohova die Konzession zur Gründung der albanischen Nationalbank an ein italienisches Konsortium. Bald kam der Vorwurf auf, er habe dafür Bestechungsgelder aus Italien erhalten. Er trat daraufhin als Minister zurück. Anfang 1927 ist Myfit Bey in Saranda verstorben.

## Werke
- Tepedeleni Ali Paşa (1903), eine Biographie des Ali Pascha von Tepelana
- Politika ime në Shqipëri 1916-1920 (1921), politische Erinnerungen